# KV65
KV65 (z anglického King’s Valley 65) je poslední objevenou staroegyptskou hrobkou v Údolí králů, které se nachází několik kilometrů západně od egyptského města Luxor. Hrobka byla nalezena v červenci 2008, avšak nic není známo o její výzdobě, struktuře a majiteli. Vchod do hrobky se zdá být ve stylu hrobek pocházejících z 18. dynastie.